# 霍州署
36°34′17″N 111°43′22″E / 36.57139°N 111.72278°E
霍州州署位于中国山西省霍州市城内东大街，其大堂于1996年被列为第四批全国重点文物保护单位。
霍州州署在元末大部分被毁，仅大堂幸存，明清重建了仪门、戒石亭等建筑，谯楼为现代复建。大堂面阔三间，进深八椽，单檐悬山顶，梁架为六椽栿对乳栿通檐用三柱。